# Maksim Afinoguenov
Pour les articles homonymes, voir Afinoguenov.
Maksim Sergueïevitch Afinoguenov - en russe : Максим Сергеевич Афиногенов (Maksim Sergeevič Afinogenov), /ˈmæk.sim.ə.ˈfin.ə.ˈgɛn.ɑv/ et en anglais : Maxim Afinogenov - (né le 4 septembre 1979 à Moscou en République socialiste fédérative soviétique de Russie) est un joueur professionnel russe de hockey sur glace. Il évolue au poste d'ailier.

## Biographie

### Carrière en club
Afinoguenov a été un des attaquants vedettes de l'équipe russe du HK Dinamo Moscou en Superliga pendant quatre saisons, notamment lors de la saison 1998-99 lorsque l'équipe atteignit la finale du championnat, qu'elle perdit contre le Metallourg Magnitogorsk. Afinoguenov, avec 16 points en 16 matchs, fut le meilleur compteur des séries éliminatoires et fut nommé dans l'équipe-type de la saison.
Il a été choisi par les Sabres de Buffalo à la 69e position lors du repêchage d'entrée dans la LNH 1997. Au cours de la saison 1999-2000, il joua 15 matchs pour le club école de Buffalo, les Americans de Rochester de la Ligue américaine de hockey (LAH) et fit ses débuts dans la LNH avec les Sabres. Au début de la saison 2002-2003, il souffrit d'une commotion cérébrale qui ne lui permit de jouer que 35 parties. Il enregistra son premier coup du chapeau le 31 décembre 2003 au HSBC Arena. Sa meilleure saison fut la saison 2005-2006 où il inscrivit 22 buts et 51 aides pour 73 points.
Pendant le lock-out, il retourne jouer pour le Dinamo Moscou, avec qui il remporta le championnat.
Il rejoint à l'été 2009 en tant qu'agent libre, l'organisation des Thrashers d'Atlanta.
Afinoguenov est connu pour sa vitesse et son habileté à faire faire des erreurs aux défenseurs adverses.

### Carrière internationale
Il représente la Russie au niveau international. Il fit partie de l'équipe russe qui remporta la médaille de bronze aux Jeux olympiques d'hiver de 2002 à Salt Lake City et qui termina 4e aux Jeux olympiques d'hiver de 2006 à Turin.

## Trophées et honneurs personnels
- 2011 : participe avec l'équipe Ouest au 3e Match des étoiles de la Ligue continentale de hockey.

## Statistiques

### En club
| Saison     | Équipe                 | Ligue      |     | Saison régulière | Saison régulière | Saison régulière | Saison régulière | Saison régulière |    | Séries éliminatoires | Séries éliminatoires | Séries éliminatoires | Séries éliminatoires | Séries éliminatoires |
| Saison     | Équipe                 | Ligue      | PJ  | B                | A                | Pts              | Pun              | PJ               | B  | A                    | Pts                  | Pun                  |                      |                      |
| 1995-1996  | HK Dinamo Moscou       | Superliga  | 1   | 0                | 0                | 0                | 0                | -                | -  | -                    | -                    | -                    |                      |                      |
| 1996-1997  | HK Dinamo Moscou       | Superliga  | 29  | 6                | 5                | 11               | 10               | -                | -  | -                    | -                    | -                    |                      |                      |
| 1997-1998  | HK Dinamo Moscou       | Superliga  | 35  | 10               | 5                | 15               | 53               | -                | -  | -                    | -                    | -                    |                      |                      |
| 1998-1999  | HK Dinamo Moscou       | Superliga  | 38  | 8                | 13               | 21               | 24               | 16               | 10 | 6                    | 16                   | 14                   |                      |                      |
| 1999-2000  | Americans de Rochester | LAH        | 15  | 6                | 12               | 18               | 8                | 8                | 3  | 1                    | 4                    | 4                    |                      |                      |
| 1999-2000  | Sabres de Buffalo      | LNH        | 65  | 16               | 18               | 34               | 41               | 5                | 0  | 1                    | 1                    | 2                    |                      |                      |
| 2000-2001  | Sabres de Buffalo      | LNH        | 78  | 14               | 22               | 36               | 40               | 11               | 2  | 3                    | 5                    | 4                    |                      |                      |
| 2001-2002  | Sabres de Buffalo      | LNH        | 81  | 21               | 19               | 40               | 69               | -                | -  | -                    | -                    | -                    |                      |                      |
| 2002-2003  | Sabres de Buffalo      | LNH        | 35  | 5                | 6                | 11               | 21               | -                | -  | -                    | -                    | -                    |                      |                      |
| 2003-2004  | Sabres de Buffalo      | LNH        | 73  | 17               | 14               | 31               | 57               | -                | -  | -                    | -                    | -                    |                      |                      |
| 2004-2005  | HK Dinamo Moscou       | Superliga  | 36  | 13               | 12               | 25               | 96               | 10               | 4  | 4                    | 8                    | 10                   |                      |                      |
| 2005-2006  | Sabres de Buffalo      | LNH        | 77  | 22               | 51               | 73               | 84               | 18               | 3  | 5                    | 8                    | 10                   |                      |                      |
| 2006-2007  | Sabres de Buffalo      | LNH        | 56  | 23               | 38               | 61               | 66               | 15               | 5  | 4                    | 9                    | 6                    |                      |                      |
| 2007-2008  | Sabres de Buffalo      | LNH        | 56  | 10               | 18               | 28               | 42               | -                | -  | -                    | -                    | -                    |                      |                      |
| 2008-2009  | Sabres de Buffalo      | LNH        | 48  | 6                | 14               | 20               | 20               | -                | -  | -                    | -                    | -                    |                      |                      |
| 2009-2010  | Thrashers d'Atlanta    | LNH        | 82  | 24               | 37               | 61               | 46               | -                | -  | -                    | -                    | -                    |                      |                      |
| 2010-2011  | SKA Saint-Pétersbourg  | KHL        | 51  | 13               | 20               | 33               | 50               | 11               | 4  | 1                    | 5                    | 10                   |                      |                      |
| 2011-2012  | SKA Saint-Pétersbourg  | KHL        | 23  | 4                | 8                | 12               | 36               | 12               | 3  | 1                    | 4                    | 2                    |                      |                      |
| 2012-2013  | SKA Saint-Pétersbourg  | KHL        | 26  | 4                | 4                | 8                | 4                | 13               | 1  | 3                    | 4                    | 6                    |                      |                      |
| 2013-2014  | HK Vitiaz              | KHL        | 53  | 12               | 14               | 26               | 69               | -                | -  | -                    | -                    | -                    |                      |                      |
| 2014-2015  | HK Vitiaz              | KHL        | 54  | 17               | 10               | 27               | 124              | -                | -  | -                    | -                    | -                    |                      |                      |
| 2015-2016  | HK Vitiaz              | KHL        | 56  | 15               | 13               | 28               | 34               |                  |    |                      |                      |                      |                      |                      |
| 2016-2017  | HK Vitiaz              | KHL        | 58  | 20               | 27               | 47               | 44               | 4                | 0  | 2                    | 2                    | 6                    |                      |                      |
| 2017-2018  | HK Vitiaz              | KHL        | 47  | 16               | 20               | 36               | 25               | -                | -  | -                    | -                    | -                    |                      |                      |
| 2018-2019  | HK Dinamo Moscou       | KHL        | 10  | 4                | 1                | 5                | 10               | -                | -  | -                    | -                    | -                    |                      |                      |
| 2019-2020  | HK Dinamo Moscou       | KHL        | 37  | 8                | 2                | 10               | 34               | 2                | 1  | 0                    | 1                    | 0                    |                      |                      |
| Totaux LNH | Totaux LNH             | Totaux LNH | 651 | 158              | 237              | 395              | 486              | 49               | 10 | 13                   | 23                   | 22                   |                      |                      |
| Totaux KHL | Totaux KHL             | Totaux KHL | 368 | 101              | 116              | 217              | 386              | 40               | 8  | 7                    | 15                   | 26                   |                      |                      |

### En équipe nationale
| Année | Évènement                   |   | PJ | B | A | Pts | +/- | Pun                        |  | Résultat |
| 1998  | Championnat du monde junior | 7 | 3  | 2 | 5 |     | 4   | Médaille d'argent          |  |          |
| 1999  | Championnat du monde junior | 7 | 3  | 5 | 8 | +5  | 0   | Médaille d'or              |  |          |
| 1999  | Championnat du monde        | 6 | 2  | 1 | 3 | 0   | 2   | Cinquième place            |  |          |
| 2000  | Championnat du monde        | 6 | 1  | 0 | 1 | +2  | 4   | Onzième place              |  |          |
| 2002  | Jeux olympiques             | 6 | 2  | 2 | 4 | +2  | 4   | Médaille de bronze         |  |          |
| 2002  | Championnat du monde        | 9 | 3  | 0 | 3 | -1  | 6   | Médaille d'argent          |  |          |
| 2004  | Championnat du monde        | 5 | 1  | 1 | 2 | -4  | 4   | Défaite en quart de finale |  |          |
| 2004  | Coupe du monde              | 4 | 0  | 1 | 1 | -2  | 2   | Défaite en quart de finale |  |          |
| 2005  | Championnat du monde        | 9 | 3  | 2 | 5 | +5  | 6   | Médaille de bronze         |  |          |
| 2006  | Jeux olympiques             | 8 | 1  | 0 | 1 | -1  | 10  | Quatrième place            |  |          |
| 2008  | Championnat du monde        | 8 | 5  | 1 | 6 | +3  | 2   | Médaille d'or              |  |          |
| 2010  | Jeux olympiques             | 4 | 1  | 1 | 2 | +2  | 0   | Sixième place              |  |          |
| 2010  | Championnat du monde        | 9 | 3  | 4 | 7 | +7  | 18  | Médaille d'argent          |  |          |
| 2011  | Championnat du monde        | 9 | 1  | 2 | 3 | +2  | 6   | Quatrième place            |  |          |

## Vie privée
Il est marié à la joueuse de tennis Elena Dementieva depuis juillet 2011.